# 长城

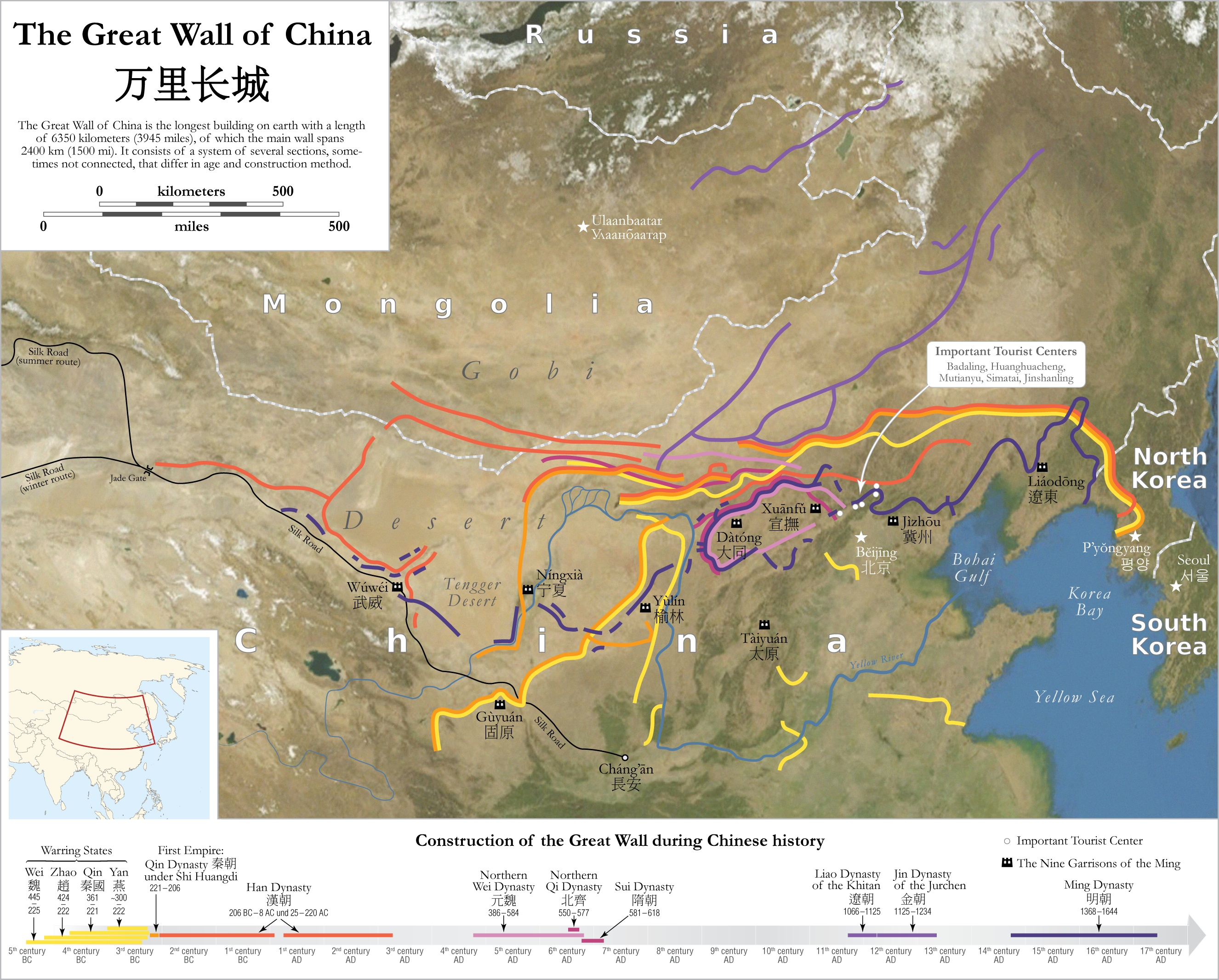
长城的位置

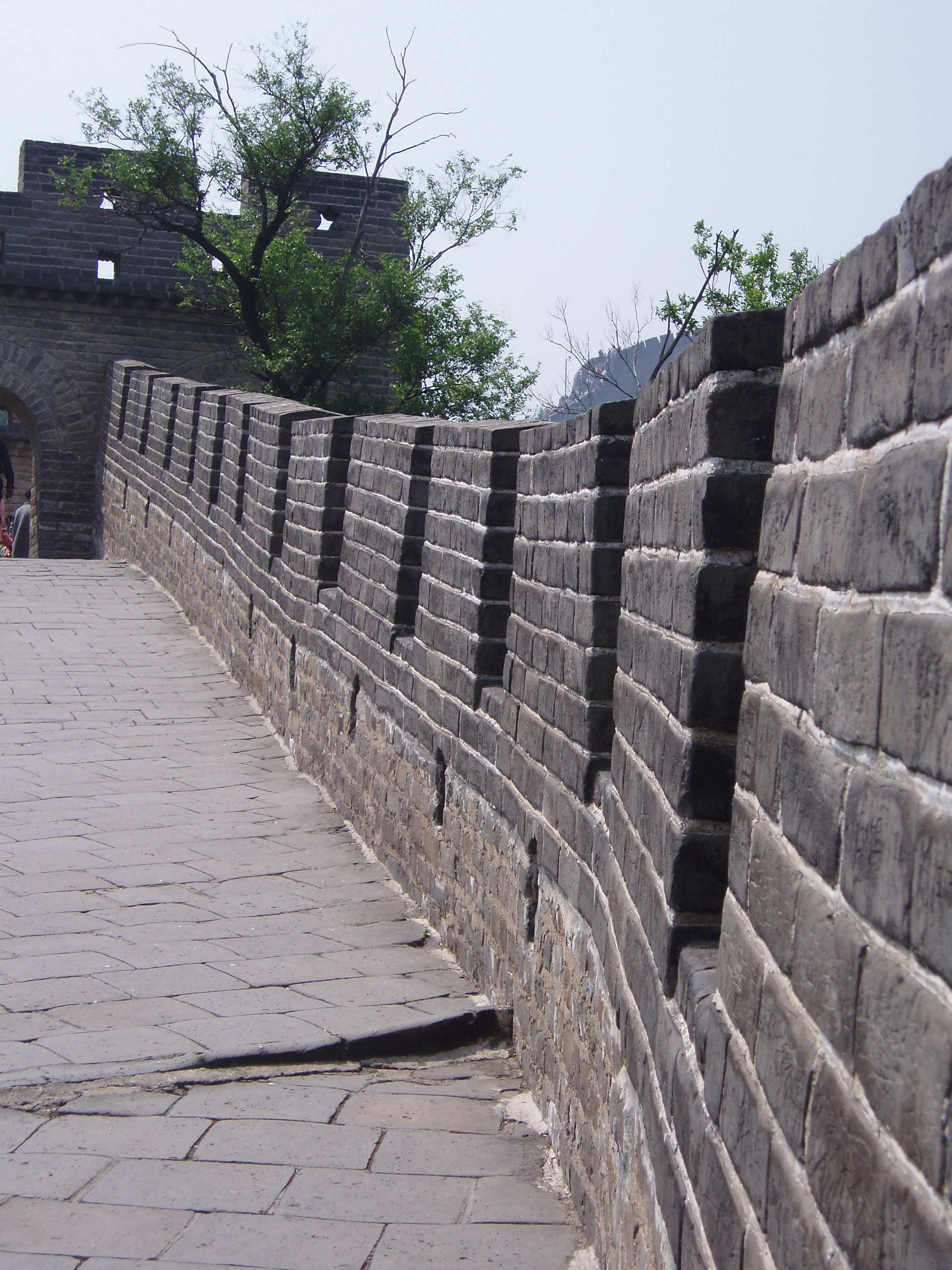
长城的城垛

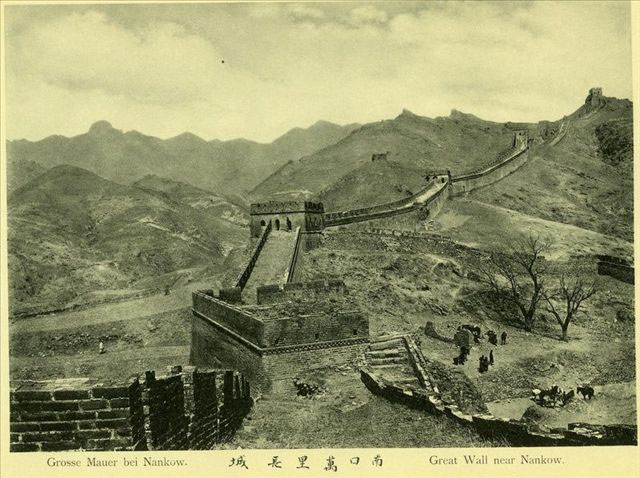
1900年的南口附近的長城

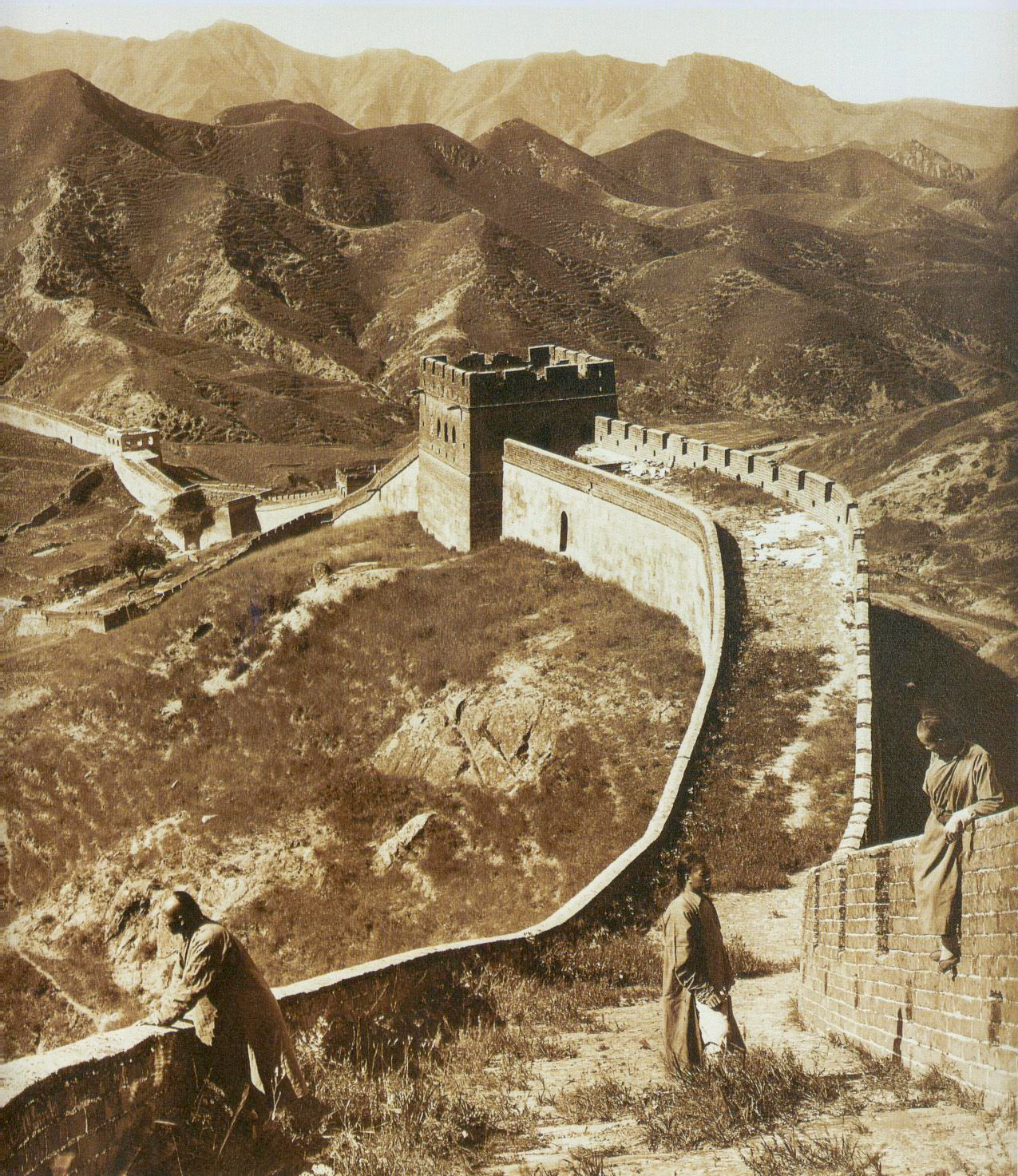
清朝時1907年的長城照片

长城是在中國大陸華北一帶歷朝修筑的大規模軍用隔離牆的统称，在古代曾抵御不同时期來自塞北的游牧帝国和部落联盟的侵袭。长城並非單一結構，而是分成多節矗立於險要之處，並設有多個關口，實際上亦是帝國邊境經濟貿易的重要一環，东西段與前後關卡加總起來可绵延上万華里（約4500-6000公里），因此又称作万里长城。
现存的长城遗蹟主要为始建于14世纪的明长城，西起嘉峪關，東至虎山长城，长城遗址跨越吉林、辽宁、北京、天津、山西、陝西、宁夏、甘肅等15个省市自治区，总计有43,721处长城遗产，长城也是自人类文明以来最巨大的建筑物。1961年起，一批长城重要点段被陆续公布为全国重点文物保护单位。1987年，长城被联合国教科文组织列为世界文化遗产，该遗产目前不仅包含上述15个省、市、自治区境内的长城，还额外包括了湖南和四川境内的苗疆长城（南长城）等。
2012年，国家文物局完成了长城资源认定工作，将春秋战国至明朝等各时代修筑的长城墙体、敌楼、壕堑、关隘、城堡以及烽火台等相关历史遗存认定为长城资源，将其他具备长城特征的文化遗产纳入《长城保护条例》的保护范畴。根据认定结论，各时代长城资源分布于北京、天津、河北、山西、内蒙古、辽宁、吉林、黑龙江、山东、河南、陕西、甘肃、青海、宁夏、新疆15个省（自治区、直辖市）404个县（市/区）。认定数据如下：各类长城资源遗存总数43,721处（座/段），其中墙体10,051段，壕堑/界壕1,764段，单体建筑29,510座，关、堡2,211座，其他遗存185处。墙壕遗存总长度21,196.18千米。

## 历史
中国北方边境自古便不安寧，常有塞外游牧民族袭扰。自春秋战国以來，便有修築長牆，以阻北方遊牧民族的劫掠的史料。而修建長城之舉，至今已有兩千多年的历史，其中以秦、汉、明三時期的规模最大。《延庆州志》記載：“古长城，在州南二十余里，即燕塞，燕昭王用秦开谋，置上谷塞，自上谷以北至辽西。秦始皇因其旧址而大筑之，至今岔道以北迤逦而至永宁一带遗址犹存”。
唐朝时，由于北方的突厥在唐太宗时已经被平定而不再成为威胁，此后三百年未修长城；后晉割讓燕云十六州，使得之后宋朝修筑长城变得没有意义；元朝统治者是蒙古人，仅对一些关口做了修缮，只起到盘查路人和作为商路驿站的作用；与元朝类似，清朝直到滅亡也未修长城。
因而，近來實際修築長城僅有明朝，今日所見長城多為明朝建築。而到了二十世紀，在科技的發展下，长城已基本失去阻禦外敵的軍事功能，只有長城戰役勉強算得上再參與了一次作戰。

### 春秋戰國時期
長城在春秋戰國時期即已修築，《诗经·小雅·出车》记载：“天子命我，城彼朔方。赫赫南仲，猃狁于襄。”，当时筑城用意在於“互防”和“拒胡”。齐长城是中原历史上建筑最早的长城，在今山东境内，至密州琅琊台入海，全长500馀公里。但是由於諸侯林立，且各屬境較小，一般小國長城只有幾百里，一些大的諸侯國家的長城也僅有三四千里。例如赵肃侯十七年（前333年）在漳水、滏水（今滏阳河）附近筑长城，史称“赵南长城”。趙武靈王所築長城，起自代（今河北省蔚縣境內），終於高闕（今內蒙古烏拉特後旗境內），史称“赵北长城”。《史记》记载：“齐宣王乘山岭之上筑长城，东至海、西至济州千馀里以备楚”。秦昭王时，攻灭义渠，“于是秦有陇西、北地、上郡，筑长城以拒胡”。燕长城，西起造阳（今河北独石山），东至襄平郡。另有中山国长城和魏长城（即滨洛长城）。
萬里長城之名，自秦始皇才開始，因此，人們提到萬里長城的時候，往往把它同秦始皇的名字聯繫起來。據司馬遷《史記·蒙恬列傳》上記載：「秦已并天下，乃使蒙恬將三十萬眾，北逐戎狄，收河南。築長城。因地形，用制險塞，起臨洮，至遼東，延袤萬餘里。」

### 秦长城（公元前221年）
公元前221年，秦始皇滅六國後，成為了中原地區唯一政權，並改制為帝國，統一中原。公元前214年，秦始皇派將軍蒙恬率领三十万人攻擊匈奴，占据河套，并将秦、赵、燕各国修筑的旧城牆連接起來，从临洮到辽东绵延万里，从此始有“万里长城”之稱。在修築北方长城的同时，原诸侯国间用以“互防”的城牆被拆毁。
秦长城可大致分为西段和北段。西段起于今甘肃省岷县，循洮河北至临洮县，经定西县向东北至宁夏回族自治区西吉县、固原市、彭阳县，横跨六盘山，进入甘肃环县、陕西靖边、横山、榆林、神木，然后向北折至今内蒙古托克托南，抵黄河南岸。北段即黄河以北的长城沿阴山西段的狼山，向东至大青山北麓，再向东经今内蒙集宁、兴和至河北尚义，再向东北经今河北张北、围场，再向东经抚顺、本溪后向东南，终于朝鲜清川江入海处。
秦长城对于抵御匈奴的骚扰，保障中原生产生活的安定和墾殖北方土地，起了重要的作用。秦始皇为了修筑长城动用了30万人，创造了人类建筑史上的奇蹟。这一繁重的修筑工程，也给当时的人们带来了极大的痛苦，有人記述「杞梁妻」以及孟姜女的民间故事。现在临洮附近，阴山、大青山一线，都有秦长城遗蹟残存。

### 汉长城（公元前121年）
西汉继续对长城进行修建，以抵御北方匈奴的侵袭。从汉文帝在位时到汉宣帝在位时止，先后筑成了一条西起大宛贰师城、东至朝鲜平壤南部大同江入海口、全长近一万公里的长城。汉长城是历史上最长的长城。随着吉林省通化县境内新近发现11处秦汉长城遗址，秦汉长城的东北界限进一步北扩。東漢亦築長城，但規模較小。

### 北朝长城
北朝的北魏、东魏、北齐、北周对长城进行了修筑与增建。泰常八年（公元423年）北魏築長城起自今河北省的赤城，向西至内蒙古自治区五原县境，太平真君七年（公元446年）北魏所筑长城，起于北京市居庸关，至山西省河曲县。
北齐年间修建规模最大，天保三年（552年）至天保八年（557年）六年时间里，大修长城有五次。天保五年（554年）“十二月庚申，帝行北巡至达速岭，览山川险要，将起长城”。天保六年（555年），北齐文宣帝“发夫一百八十万筑长城”，“东至于海”。天保七年（556年），“自西河（今山西汾阳）总秦戍（今山西大同西北）筑长城东至于海，前后所筑东西凡三千余里，车十里一戍，其要害置州镇，凡二十五所”。天保八年（557年）“于长城内筑重城，自库洛拔（今山西朔县西南）而东至于坞紇戍（今山西繁峙县平型关东北），凡四百余里”。河清二年（563年）三月，“齐诏司空斛掉光督步骑二万，筑勋掌城于軹关，仍筑长城二百里，置十二戍”。北齐天统元年（565年），“羡以北虏屡犯边，须备不虞，目库堆戍东拒于海，随山屈曲二千余里，其间二百里中凡有险要，或斩山筑城，或湖谷起障，并置立戍逻五十余所”。今北京市通州区有北齐土长城遗址，为通州区文物保护单位。
北周在大象元年（579年）“发山东诸州民修长城”，东魏武定元年（543年），修长城，东至上墱，修到古北口。

### 隋长城
从581年起，隋文帝、隋炀帝在今陕北和宁夏6次下令修筑长城以防卫突厥，长度的90%处于现宁夏境内。前后动用了128万人，607年在筑长城的过程中10天内就死了近60万人。611年，农民起义爆发，隋朝以夏和灵州（今陕北和宁夏）一线为北方边界，而河套（今属内蒙）则被突厥占据。
隋文帝在位时，为防范突厥，多次于冬季征发丁壮修筑长城。公元585年，隋文帝使司农少卿崔仲方发丁三万于“朔方灵武筑长城，东距河，西至绥州，绵垣七百里，以遏胡寇”。隋炀帝在位时，两次于夏季大规模征发劳力修筑，此时防御的对象还包括西北方向的吐谷浑。《隋书·炀帝纪》載大业三年（607年）七月：“发丁男百余万筑长城，西距榆林，东至紫河，一旬而罢，死者十五六。”隋长城在前代北魏和北周、北齐长城的基础上，将东起紫河，经朔方、灵武直至榆谷以东的长城、筑垒基本连成一线和增建。宁夏盐池县到灵武到两道明长城之间有一段长约73公里的隋长城，靠近盐池县城一侧的这道长城叫深沟高垒，俗称头道边，再往北走，还有一道长城，叫河东墙，俗称二道边。在头道边的北侧有一道隐隐约约的低矮墙体，为隋长城。墙体为黑色，红色，白色土的堆积，建筑十分粗糙，基宽9米，残高1—3米。在墙体内侧，相距1300米筑一敌台。盐池县境内十六堡村和八堡村附近的隋长城保留最为完好。

### 唐代
唐朝并没有修筑长城的说法，即便在后突厥武功最为强盛的默啜可汗（691年—716年在位）时期，武则天也不曾筑过长城。
唯一有史可考的是唐玄宗开元年间（713年—741年），张说在妫州（今河北张家口）以北所筑的一小段长城，这段长城的全长度皆位于今河北省境内，其规模比隋长城小得多，具体筑城时间大致在713年至730年（张说卒年）之间的某年。张说所筑的长城在《旧唐书》和《资治通鉴》并无记载，仅载于《新唐书》的地理志和《全唐文》。这段长城可能是为了防御契丹、奚族或后突厥而建，但唐朝对后突厥的北方防御体系主要利用三受降城和其军镇，自公元720年后，也未曾有过后突厥对唐朝边境入寇的记载。但是吐蕃在安史之乱后占据了唐朝的陇西、河湟地区，长达百年，并一度攻占长安。

### 遼金长城
遼朝為抵禦烏古敵烈部，曾沿克鲁伦河修筑防御工事，被俄国历史学家称为“成吉思汗边墙”。金朝为防御蒙古高原诸游牧部落，沿大兴安岭到阴山一线大筑长城。金朝所修长城，史称金界壕或金边堡。

### 明长城

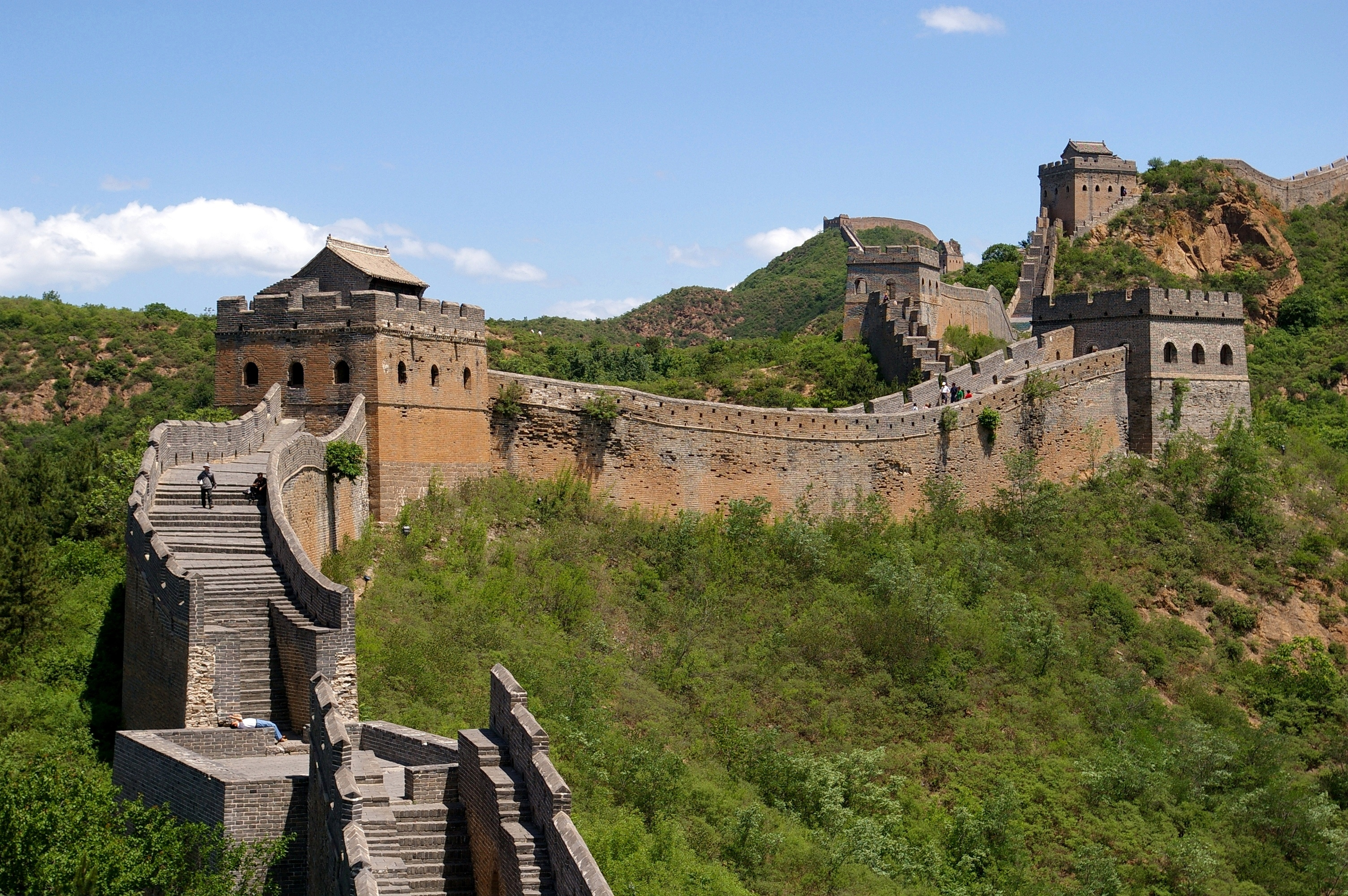
金山岭长城

到了明朝，从明太祖洪武帝至明神宗万历帝，经过先后20次大规模的修建，筑成了一条西起甘肃嘉峪关，东至辽东虎山，全长8851.8公里的长城。明长城主要沿着九边重镇一线修筑，这也是现在所见到的大部份长城。

#### 山西、河北的内、外长城
位于山西、河北的外长城，基本上和內蒙古的省界吻合，通常被认为是中晚明北疆的國界。
然而葛劍雄指出，明朝對在長城以北領土的統治並不穩定，而且管理時間相對為短且效率不高。明朝前期，为了对抗北元和随后分裂的鞑靼(這是明朝他稱，實際上直至林丹汗失國，其國號一直是蒙古)和瓦剌，明军多番出击，同时也沿前线修筑长城。城身的重要地段都以夯土外包条石，置敌台、堡垒、关隘以作守备，同时，沿边建立长期世袭服军役的卫所制度，使他们世世代代守卫边疆。明成祖永乐十九年（1421年）迁都北京后，又沿太行山在山西、河北一段加建内长城作为第二道防线。
内、外两段长城在西边于山西忻州市偏头关（俗称偏关，明代时为山西镇总兵驻地）汇聚。
- 外长城自西向东，自忻州市偏关县老牛湾，沿山西、内蒙古交界线，经偏关县老营堡向东北转过朔州市平鲁区（唐代名将尉迟恭的出生地）、再经朔州市朔城区、呼和浩特市清水河县、山西朔州市右玉县、大同市左云县、市区、阳高县（东南20里即是汉高祖亲伐匈奴却被围困多日的白登山）、天镇县新平堡马市口，进入河北张家口市怀安县、万全县、桥西区、崇礼区、赤城县，经北京延庆区居庸关西北在北京延庆县四海冶和内长城交汇。
- 内长城全长1,600多公里。自西向东自忻州市偏关县老营堡个角墩，沿山西境内朔州市、忻州市交界线，向东南转过朔州市平鲁区，再经忻州市神池县、朔州市朔城区、忻州市宁武县（有宁武关）、忻州市原平县、朔州市山阴县、忻州市代县（北有雁门关）、朔州市应县、忻州市繁峙县、大同市浑源县至大同市灵丘县（有平型关），直到河北保定市阜平县、涞源县、易县、涞水县、张家口市涿鹿县、入北京市门头沟区、又回到张家口市怀来县，再入北京延庆区八达岭、居庸关西南，在北京延庆县四海冶和外长城交汇。
  - 内长城在大同市灵丘县牛帮口又分叉南下，沿河北、山西交界线，顺太行山向南，经娘子关、固关，在长治市黎城县东阳关结束。

- 长城
- 慕田峪长城
- 夏天的长城之1
- 夏天的长城之2
- 夏天的长城之3
- 夏天的长城之4
- 瞭望塔内部
- 司马台长城
- 长城

## 构筑

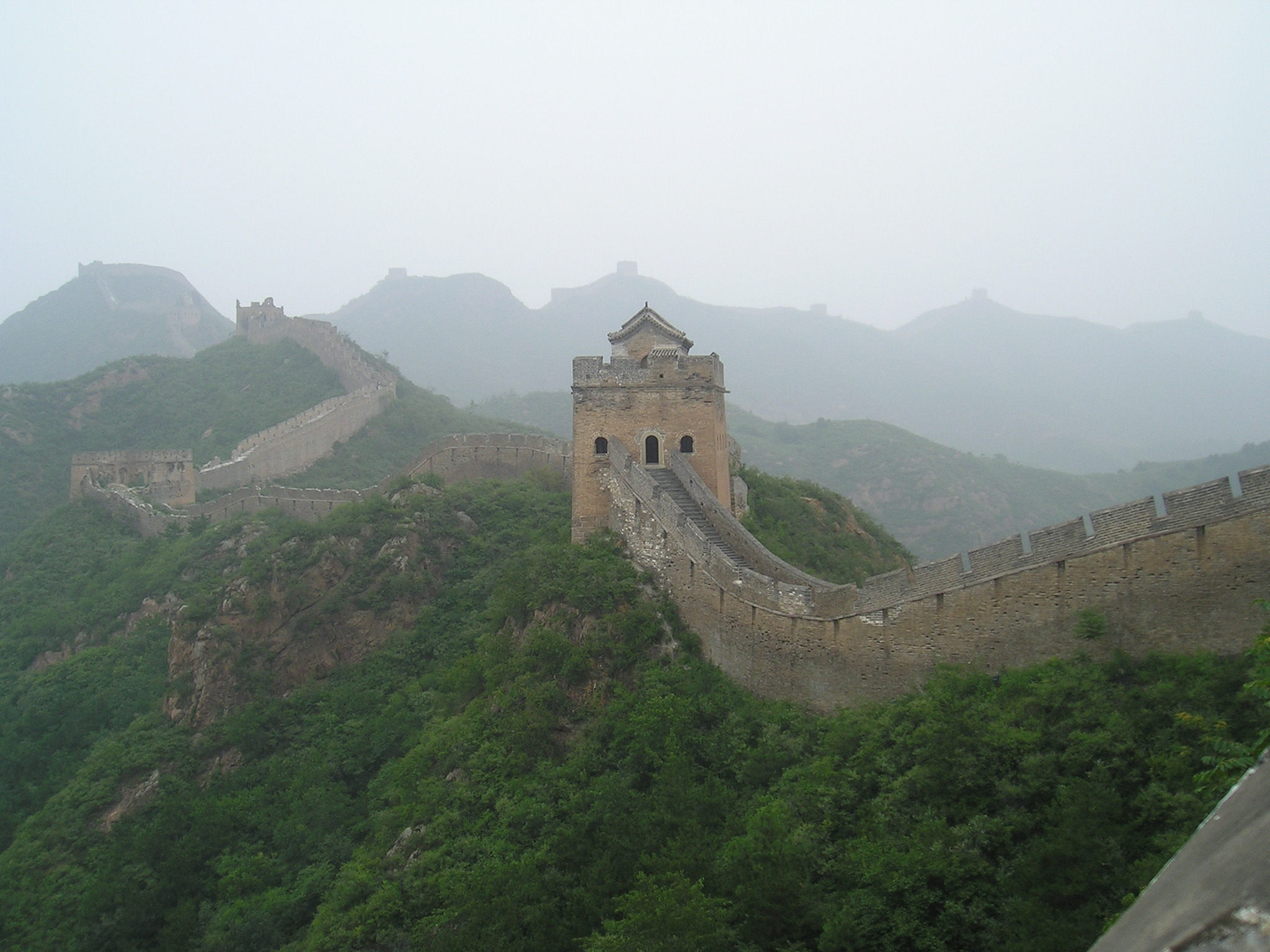
雙層式樓台

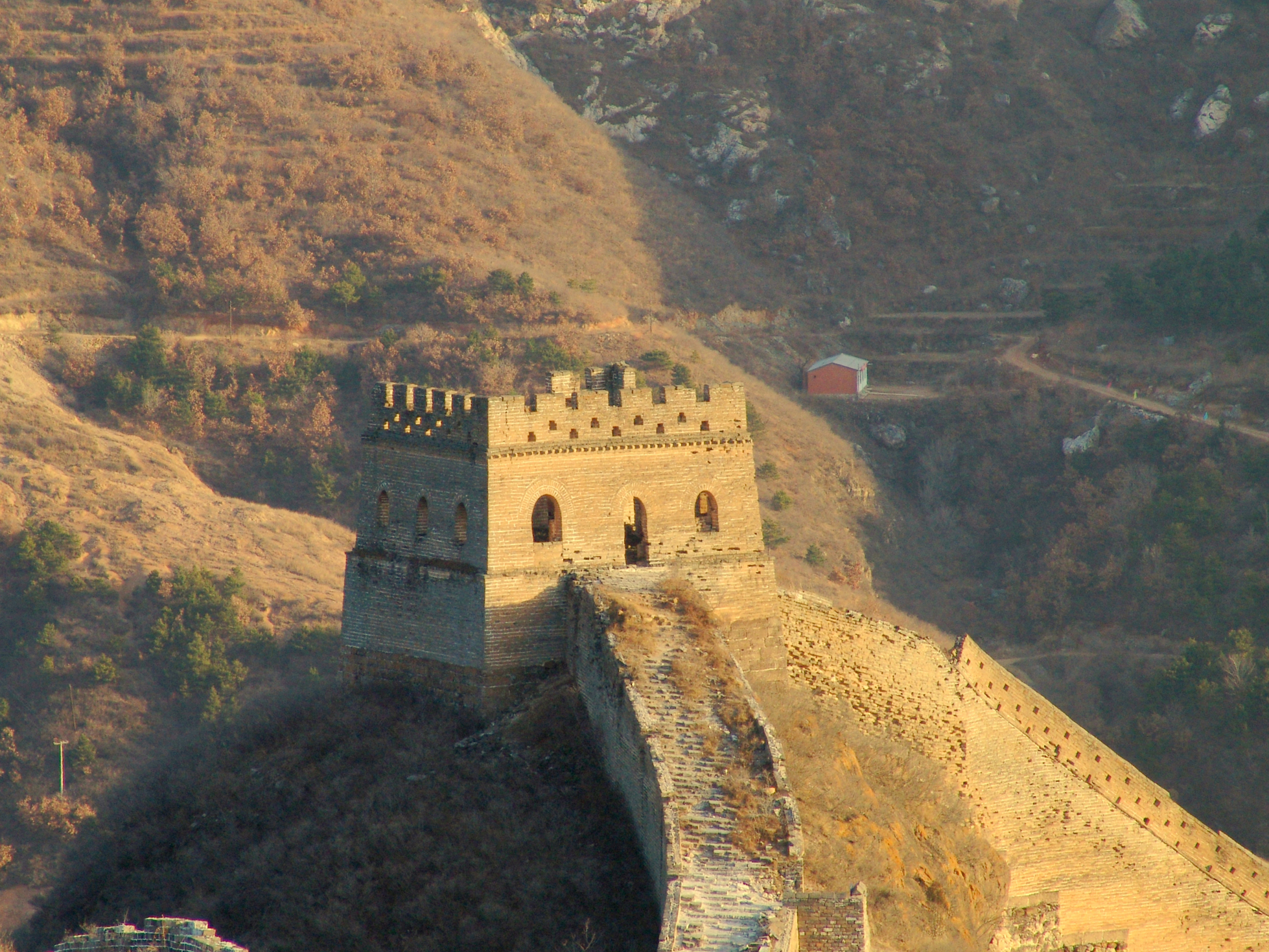
單層式烽火台

### 构筑法则
长城的构筑，以“因地形，据险制塞”为基本法则。“因地形”，即指根据地形条件而构筑工程，和充分利用在地的自然资源选择合适的建筑材料。“据险制塞”，主要是指利用地理天险御敌。這條原则有利于防守，也可以节省建筑材料。

### 建筑材料与构筑方法
长城的修筑从春秋到明后期，持续了两千多年。由于各个时代的生产力、技术水平不同，也由于各个政权所面临的军事形势不同，历代修建的长城在构造、建筑方法及形制方面都互有不同；而由于各处地理条件的差异，即使同一时代所修的长城面貌也有不同。
就不同历史时期和筑城技术的发展而言，北魏以前各朝所修的长城，以版筑夯土为主，北魏时出现了砖石结构的长城，明代长城则广泛运用了石砌法、砖砌法、砖石混砌法，從橫切面之觀察更含三角學上的應用，特別在陡坡上的鞏固方面起了作用。
就长城沿线各地的地理条件之不同而言，建造长城所需的材料均按“因地制宜”的原则就地取材解决。崔豹《古今注·都邑》说：“秦所筑长城，土色皆紫，汉亦然，故云紫塞焉。”在山地，则开山取石垒墙；在黄土地带，则取夯土筑；在沙漠，则用芦苇或柳条，加以层层铺沙修筑。此外，砌墙所用的砖、瓦、石灰和木料等，除就地设窑烧制或砍伐外，官府还设有专门部门供应。

## 形制与体系
萬里长城从来就不是一道孤立的城墙，而是由大量建筑组成的严密体系。統而言之，越到后期，长城体系就越完善、越严密，整体防御能力不断增强。长城体系主要由关隘、城墙与楼台、烽燧四部分组成，此外还包括其他附属设施。城墙与楼台又可以分为城门、城楼和城墙三部份。

### 关隘
在出入长城的咽喉要道上一般都设有关隘驻守。关隘一般建在狭窄的通道上，如两山之间的最窄处，山水之间的狭长走廊，以及溪流、河谷的相交处。由于关隘于军事的重要意义，此处的长城有着更为坚固、完善的防御体系。关隘一般由关口的方形或多边形城墙、城门、城门楼、瓮城组成。有的还有罗城和护城河。
- 城门：城门是进出关口的通道。元以前多用木过梁，后来改用砖或石块砌成拱券形的门洞，称为“券门”。门洞内装有巨大的包铁木门，门外侧用巨钉嵌镶，门内侧装有门闩及锁环，有的还装有机关。
- 城楼：城门上方筑有城楼，是重要的观察所、指挥所和战斗据点。城楼为三层以下的木结构或砖木结构建筑。

#### 著名关城

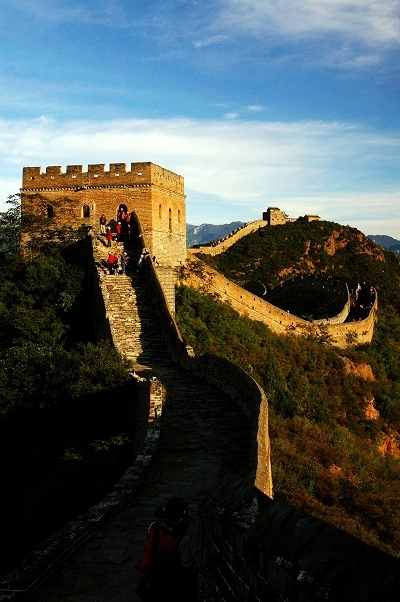
金山岭长城

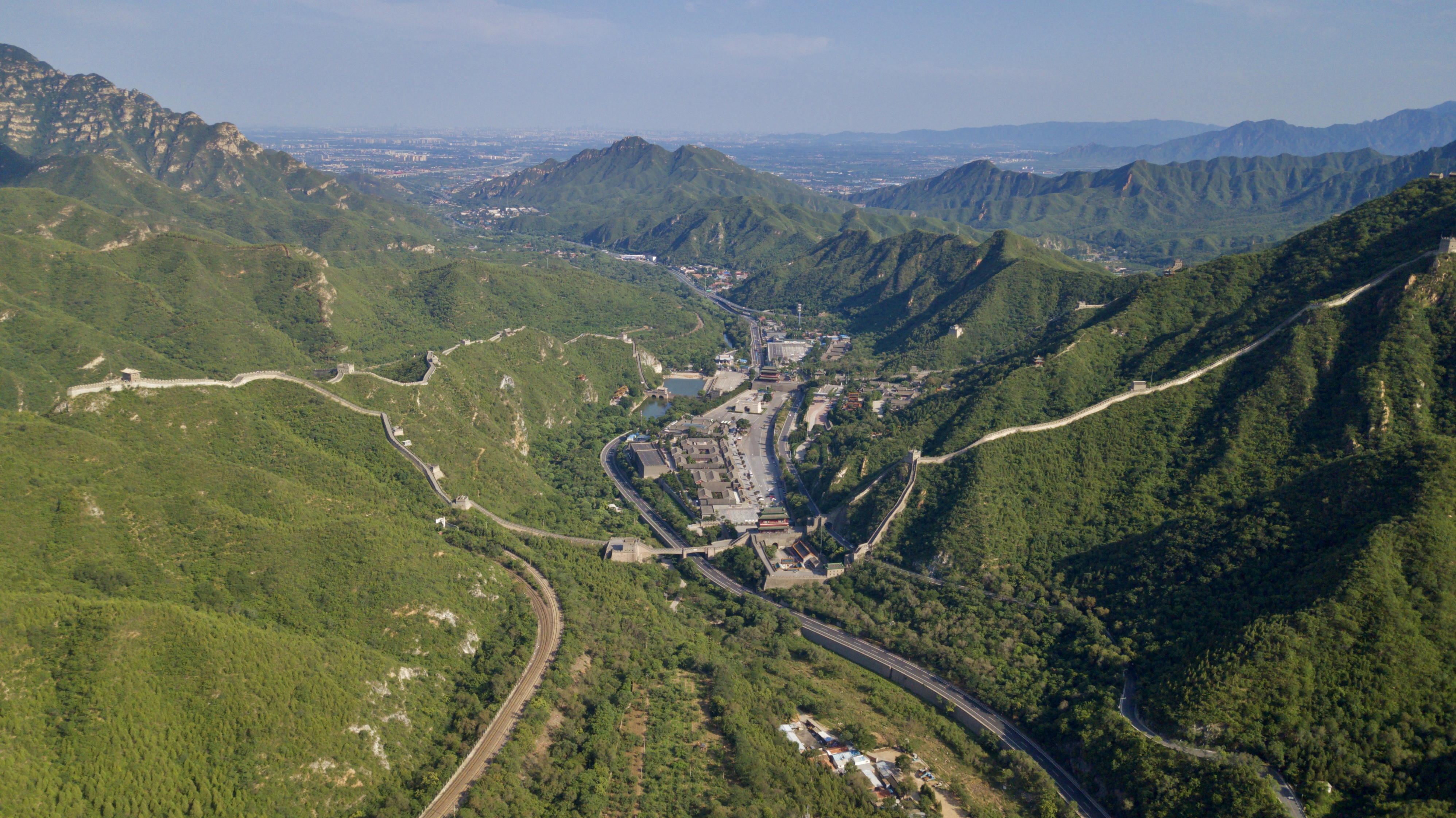
居庸关长城，镇守太行八陉中的军都陉。此图中居庸关为界，左侧为燕山，右侧为太行山，京张铁路、京藏高速、110国道均汇聚于此

當中包含四座具代表性的长城四大關口，包括：河北省张家口市主城区北部的大境门；河北省最东部与辽宁省接壤处、位於秦皇岛市境内山海关；北京西北部的居庸关；以及甘肃嘉峪关市向西5公里处的嘉峪关等關口。
- 虎山长城：明长城的东端起点。
- 山海关：山海关控制着由北京通往东北的要冲——辽西走廊，位于燕山东段与渤海之间的狭长地带，是明长城东部第一座关口，有“天下第一关”之称。
- 嘉峪关：嘉峪关位于祁连山与龙首山之间的狭窄隘口，控制河西走廊，始建于明代，为明长城最西端关口，有“天下第一雄关”之称。
- 玉门关：是中國境内連通絲綢之路上的重要關隘之一。
- 萧关：萧关位于宁夏回族自治区固原市境内，中国古代西北著名关口，也是秦长城、汉长城、明长城区段上的名关。与武关、大散关、函谷关并称为关中四关，处于六盘山、米仓山、陇山交界地带，丝绸之路南段重镇。地理位置东望长安、西控凉州、北接河套，是明代九边重镇之一，为其中“西三镇”（嘉峪关、萧关、怀远）指挥使驻地。自秦代以来，秦始皇、汉武帝、曹操、唐太宗先后巡视此地，成吉思汗在进攻西夏时就是死于六盘山萧关附近。萧关在宋与西夏的战争中更是双方相互争夺的要塞。萧关古城经明代扩建后有三重城墙，周围大小堡寨上百座。在文革时期遭到巨大破坏，仅存部分城墙，2005年后附近盗墓活动猖獗，一直未得到有关部门重视。
- 阳关
- 雁门关：雁门关高踞在的九塞之一的雁门山上，扼守山西南北交通要冲，切断了塞北高原通向山西及华北平原的一条重要通道。
- 水关
- 黄崖关
- 八达岭
- 居庸关
- 慕田峪长城
- 金山岭长城
- 司马台长城
- 大境门
- 宁夏古长城
- 贺兰山三关口
- 紫荆关
- 古北口

### 烽燧

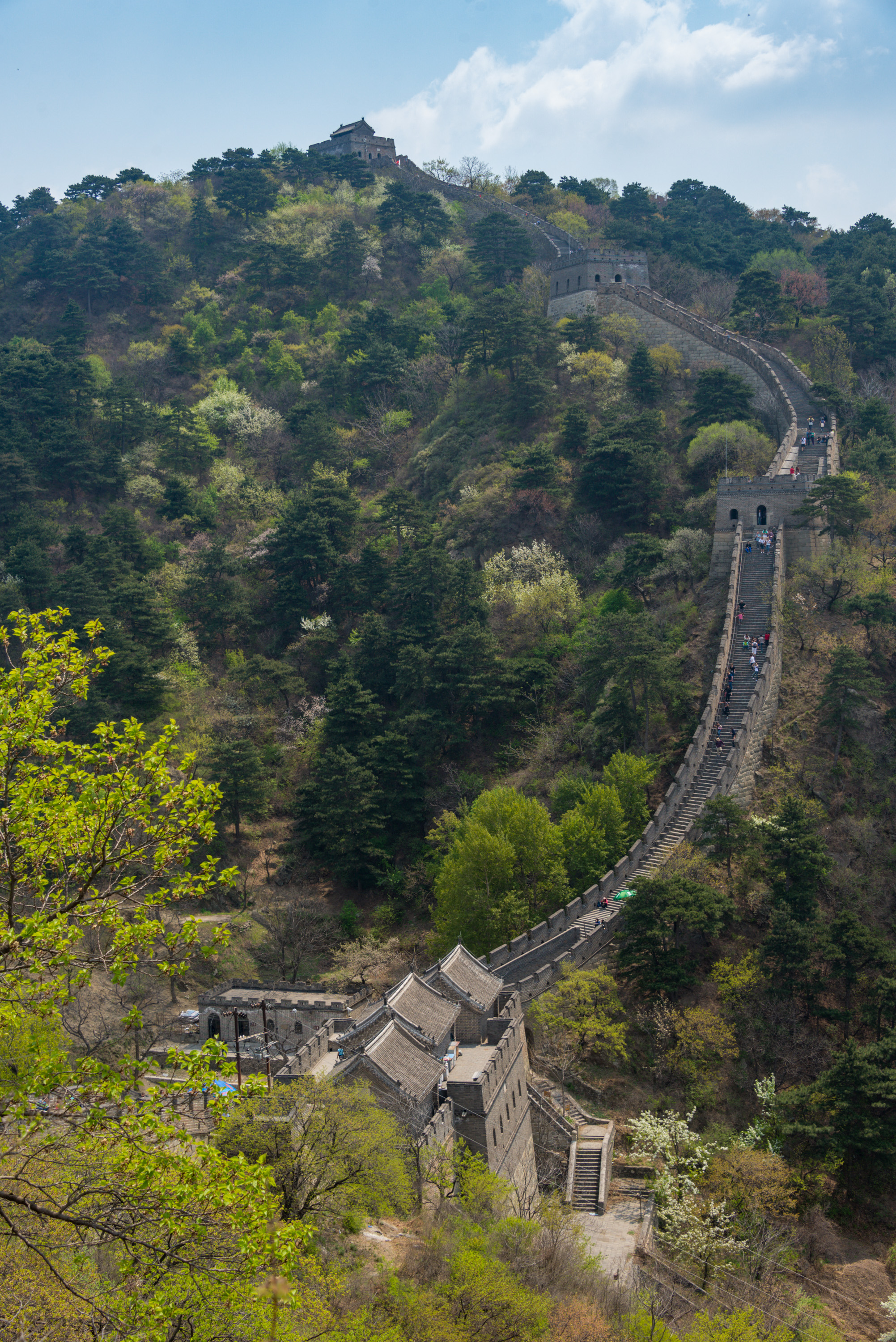
按一定间隔在长城上建设的烽火台

长城体系中设置有大量烽燧（烽火台）作为情报传递系统。古时用于点燃烟火传递重要消息的高台，是古代重要军事防御设施，最古老但行之有效的土电报。烽火台是为防止敌人入侵而建的，遇有敌情发生，则白天施烟，夜间点火，台台相连，传递讯息。根据历史文献、出土汉简和实地考察可知，烽燧数量众多且一直延伸到长城以外很远的地方。按烽燧配置的位置和功能，可以分为四组：设在大漠深处的烽火台是发出警讯的最前线，沿长城两侧设置的烽火台向沿线传递情报，由长城通往京师的系列烽火台与王朝中央联系，还有一组烽火台与长城所在地附近的地方政府和驻军联系。按明朝制度，举一烟鸣一炮表示来敌100人左右；举二烟鸣二炮，来敌500人左右；1000人以上举三烟鸣三炮。在50公里的长城沿线上，共发现烽火台80余座，间隔距离平均约3公里，最远的不超过5公里。“烽火”，古代边防报警的两种信号，白天放烟叫“烽”，夜间举火叫“燧”。
烽火台的建筑早于长城，但自长城出现后，长城沿线的烽火台便与长城密切结为一体，成为长城防御体系的一个重要组成部分，有的甚至就建在长城上，特别是汉代，朝廷非常重视烽火台的建筑。烽火，也叫烽燧，是古代军情报警的一种措施，即敌人白天侵犯时就燃烟（烽），夜间来犯就点火（燧）以可见的烟气和光亮向各方与上级报警。烽火台在汉代称作烽堠（烽候）、亭燧，唐宋称作烽台，并把“烽燧”一词也引申为烽火台，明代则一般称作烟墩或墩台（西北明代墩台，大的还有御敌之功能，小的则只有望而无点烽火之功能）。烽火台一般相距10里左右，明代也有距离5里左右的，守台士兵发现敌人来犯时，立即于台上燃起烽火，邻台见到后依样随之，这样敌情便可迅速传递到军事中枢部门。

### 其他附属设施
长城体系除了作为情报传递系统的烽燧以外，还建立了以城障等设施构成的纵深防御配置。秦汉时各种设施得到完善，并且在长城内外设置了屯戍城作为屯驻重兵之所，而且向纵深发展，形成网络。在城墙、城堡的外侧，还有特意设置的障碍物，如僵落、虎落等。秦朝在河套长城一带，广植榆树以阻挡匈奴骑兵，人称榆关。北齐时在长城内侧设戍，险要之处置州镇，駐紮军队，形成前沿的线状布防。

## 军政意义
萬里长城既是农耕民族的防御前线，也是向游牧民族发动反击的前进基地。长城后侧纵深配备机动的军队以因应战事，而长城即是防御的最前线，也是攻击起始线，和交通线，在长城前方部署的观察哨深入到极远处，前线在长城以北一千公里。在古代，游牧骑兵有优良的机动能力和强大的攻击力，但是对于城垣防御体系却无能为力，即使攻破長城一段，攻勢往往被後勤強大的漢軍所包圍阻斷，因此长城的修建的确能够有效的抵御北方民族的侵扰。另一方面，長城在商貿控制可能起到關鍵作用，新的考古研究顯示，在清平堡發現的貿易工藝品較多，因此實際上是社會交流是大於兵戎相向的，以經濟與政治的影響力為策略，蒙漢民族文物同時在該地區周圍遺址的出現，長城也見證中原文明對塞外民族的態度與思考。
但是仅仅依靠长城的消极防御并不能阻止有组织、大规模的进攻。据《北虏事蹟》记载：“正德十年正月二十二日，套虏二万余骑到，于花马池北镇边墩起，至石井儿墩止，拆开墙口一十二处，深入固原等地抢掠而去。本年七月二十二日，套虏二万骑到，于花马池北柳扬墩起至青羊墩止，拆开墙口一十六处，深入平凉临巩，直抵陇州，大掠而去。总制右御史邓章调榆林等处官军分布固原要冲，不能御。”嘉靖二十九年（1550年）“庚戌之变”，蒙古俺答汗于正面攻击古北口同时，从黄渝沟拆长城而过，明军不战自溃。俺答攻至北京城外，大掠而回。
1933年，大日本帝国控制下的伪满洲国势力向关内扩张，与当时的國民革命軍围绕长城一线发生的数场战役，史称長城戰役，与热河战役相连接。長城戰役目前为长城历史上最后一次真正用于军事的战役。

## 文化意义

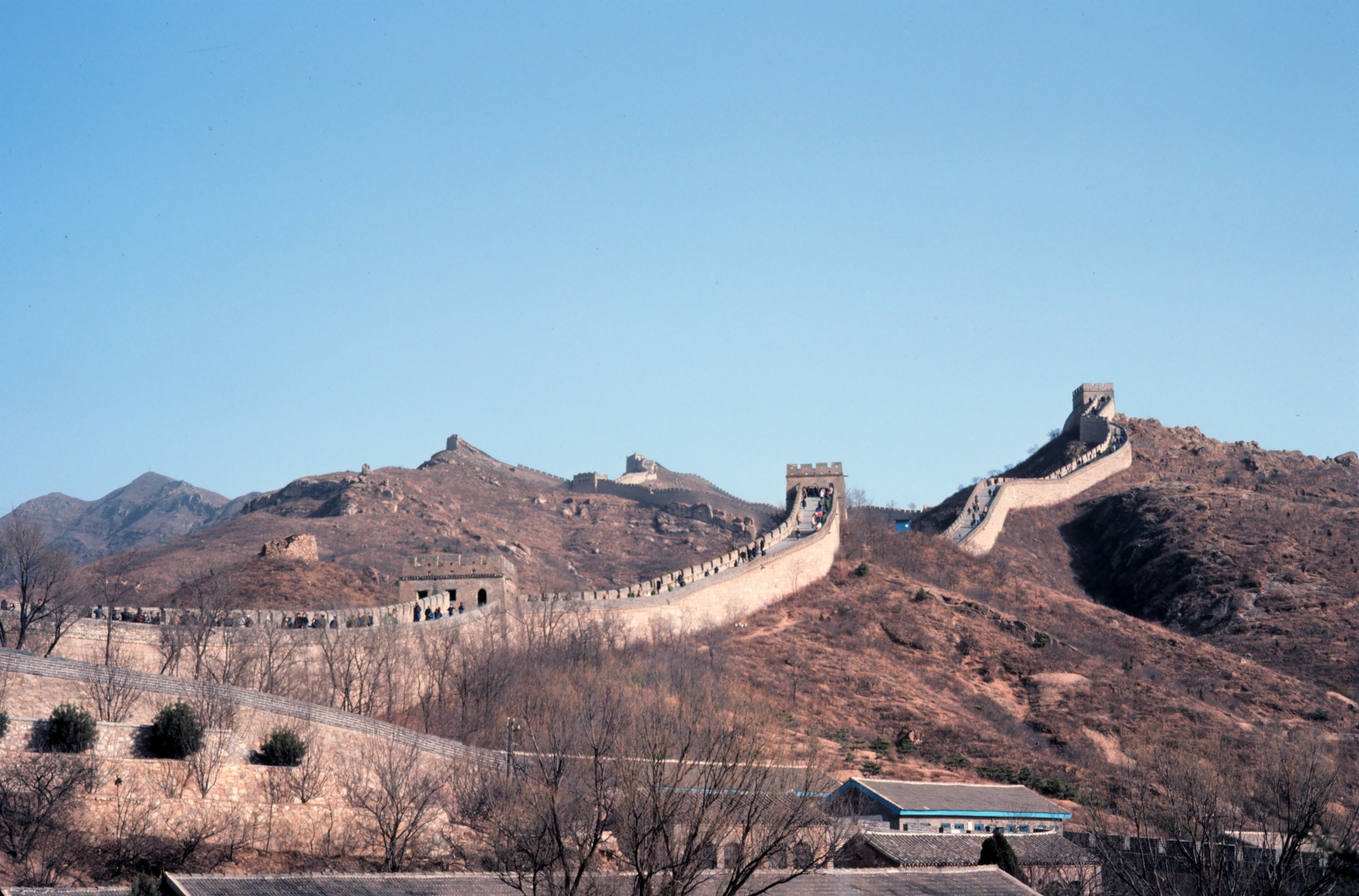
八达岭长城

中国人民武装警察部队2016式臂章

长城是中国古代建造的最为宏大的工程之一，中國的历朝历代長城都发挥了很重要的防御作用，1987年時，联合国教科文组织将长城列入世界文化遗产。长城的存在，对古代中國来说，也是一个防御入侵的精神防线。而在近代，中国人以长城作为中国的象征。在今作為中华人民共和国国歌的《义勇军进行曲》中，有“把我们的血肉，筑成我们新的长城”的歌词，号召人們在国家最危急的时刻，抵御入侵。罗文《长城谣》中也写道：中国万世必须兴盛，外御强敌每战必胜，长城长城一个尖兵。潘孑农、刘雪庵1937年“七·七”事变后在上海创作的《长城谣》：万里长城万里长，长城外面是故乡。四万万同胞心一条，新的长城万里长。
对修筑长城而造成的人员伤亡，很多人通过文学和艺术作品表达怜悯和对封建统治者对批评。例如陈琳《饮马长城窟行》：「男儿宁当格斗死，何能怫郁筑长城」。修築古代长城在增强帝国边防能力的同时也劳民伤财，例如1990年代香港殿堂級搖滾乐队Beyond的歌曲《长城》中所唱；又如中華人民共和國作家鲍昌曾撰文《长城》，描述古代长城是“凄婉的历史”“民族封闭的象征”“文化愚钝的标志”，并乐于见到今天长城的开放局面。中国傳統民间故事「孟姜女哭长城」中，传说秦始皇时期赋税劳役繁重，有一对青年男女萬喜良、孟姜女新婚才三天，新郎就被迫出发修筑长城，不久因饥寒劳累而死，尸骨也被埋在长城墙下，孟姜女身背寒衣，历尽千辛万苦，万里寻夫来到长城边，得到的却是丈夫已经死去的噩耗，她在长城下痛哭，三日三夜不止，城墙为之崩裂，露出萬喜良的尸骸，孟姜女于因绝望而投海而死。
长城的意义也更被進一步延伸到互联网络领域。1998年起，中国政府开始使用防火长城系统，用于过滤互联网国际出口上内容的软硬件系统的集合，这被认为是一种审查系统。外媒曾以谷歌事件为题，透过漫画形式指出中國政府屏蔽谷歌、youtube、维基百科等国外网站是在“构筑互联网络领域的‘数字长城’，以此阻止国内互联网用户透过国外网页了解某些事件的一种说法。
长城也是中国各种产品、企业广泛使用的品牌名称之一，例如长城集团（长城电脑）、长城汽车等。
長城可以說是地球上重要的人造建物代表。1904年，第一代從男爵亨利·諾曼的People and Politics of the Far East states中寫道：“除了其历史外，其因为是唯一能从月球上看到的人类手工作品而享有盛誉。”（英語：Besides its age it enjoys the reputation of being the only work of human hands on the globe visible from the moon.）更多的人引用理查德·哈里伯顿於1938年出版的Second Book of Marvels-The Orient的內容，其中寫到：“天文学家说，长城是我们星球上唯一一个从月球上肉眼可见的人造物体。”（英語：Astronomers say that the Great Wall is the only man-made thing on our planet visible to the human eye from the moon.）此外，1937年時，著名荷蘭裔美籍歷史通俗讀物作家房龙在出版的《地球的故事》中猜測：「中国的长城是月球上的太空人唯一能看得见的建筑物」。关于能否从近地太空或月球上用肉眼望见长城一直存在争议。然而，长城寬度僅4～5米，遠小於現代的高速公路等，且其本身并非发光体、反光体，在數百公里以上不借助仪器用肉眼观察是不可能的。另外，神舟五号的宇航员杨利伟也称其在2003年的太空之旅中没有看到长城。

## 保护
长城的破坏分为自然破坏和人为破坏，人为破坏的影响近几十年更严重。中华人民共和国成立后的1952年，中央在财政极其困难的情况下，仍专门拨款近10万元人民币用于八达岭长城的修复。在文革期间，各地均曾出現大规模拆毁长城的行為。1976年粉碎“四人帮”后，不少群众致信文物管理部门和报社呼吁抢救。1977年8月，北京市文物管理部门派人到古北口长城全面调查，向市领导写了情况汇报，建议加强长城保护，但一直未获得批复。1977年12月，中央领导李先念对“长城不能毁”的群众来信作了批示。1978年2月，中共北京市委和北京市革委会向中央提交《关于长城的毁坏情况和保护长城措施的报告》，提出制止毁坏长城的三项措施。获得中央批准後，北京市文物管理处代市革委会草拟了《关于加强对长城保护管理的通知》，但该通知直到1979年6月尚未下达。1978年5月，国家文物局向其他轄內區域有長城遺址的14个省市区发出《加强对长城保护的通知》，並将《关于加强对长城保护管理的通知》抄转給各地参考。河北省文化局据此要求各县对长城保护情况进行一次全面调查，并制订保护措施。
1979年6月27日，《人民日报》刊登了河北省滦平县两间房公社中学的李宪章的来信《不要毁坏长城》，反映“古北口长城已遭到、还正在遭到严重破坏。”並同时刊登了《国家文物局关于长城的答复》，證實李宪章所言，大规模拆毁古北口长城的活动是由当地解放军驻军开头，随后助长了人民公社社员拆用城砖。据北京市文物管理部门现场调查，自1970年底至1974年底，古北口段长城被拆毁三千米，主要是当地驻军拆的。该答复还回顾了上文所述1976年以来的长城保护举措，并称决定最近召开一次长城保护工作会议，研究提出坚决制止破坏长城的措施。
“文革”结束后，邓小平曾在公开场合嘱咐文物局领导：“你们一定要保护好长城，长城就是中华民族精神的象征喽！”1984年7月5日，《北京晚报》联合八达岭特区办事处等单位发起“爱我中华，修我长城”社会赞助活动。该活动启事发出次日，习仲勋在人民大会堂对《北京晚报》报社领导说：“这是一个好的活动，是个大好事。”9月1日，邓小平为该活动题词：“爱我中华，修我长城”。题词在媒体发表后，激发了公众对长城修复的热情。截至1994年，向该活动捐款的个人超过50万人，单位、地区捐款者近10万个，国内外各界人士的捐款捐物折合人民币超过2800万元，修复长城超过6公里。1987年，中国长城学会成立，是唯一一个全国性的长城工作机构。2002年前后，中国长城学会调查走访长城沿线，调查结果是三分之一的长城基本完好，三分之一残破不全，三分之一不复存在。
2006年，内蒙古乌兰察布市丰镇为节省工程成本，直接将长城挖开修了条公路，引起社会关注，但仅被文物局处以缴纳50万元罚款的处罚。对长城的旅游开发带来的破坏更严重。2000年，山东青岛经济技术开发区推倒境内齐长城，在原址上仿北京八达岭长城建新城墙以发展旅游。2003年山西朔州右玉县将杀虎口长城全部推倒，在原址新建长城关口以发展旅游。这样的行为不但未受任何处罚，却作为政府政绩受到表彰，当事人还获得提拔。
2003年十届全国人大一次会议上，全国政协委员、国家文物局局长单霁翔联名8个届别的45名委员提交“长城保护工作亟待加强”的提案，建议制定长城保护总体规划及长城保护专项法规。2006年10月11日，国务院总理温家宝签署第476号国务院令公布《长城保护条例》，同年12月1日起施行。不少地方在《长城保护条例》出台后都开始重视和保护长城。但长城遭受的破坏依旧严重，尤其是甘肃、宁夏、陕西和山西等中西部省份境内长城受损最严重。

### 引用
1. ↑  . UNESCO World Heritage Convention.   [2025-06-08].
2. ↑  . 中國時報. 2022-12-17  [2023-07-19]. （原始内容存档于2023-07-19）.
3. ↑  . 2023-02-23  [2023-07-19]. （原始内容存档于2023-07-19）.
4. ↑  Centre, UNESCO World Heritage. . whc.unesco.org.   [2020-07-07]. （原始内容存档于2017-06-27） （英语）.
5. ↑  . 国家文物局.   [2017-11-28]. （原始内容存档于2019-12-19）.
6. ↑  《史记赵世家》中记载：“十七年，围魏黄，不克。筑长城”。
7. ↑  《史記‧匈奴列傳》載：“趙武靈王亦變俗胡服，習騎射，北破林胡、樓煩。築長城，自代並陰山下，至高闕為塞……”。
8. ↑  史记·蒙恬列传
9. ↑  《淮南子·人間訓》
10. ↑  《史记·秦始皇本纪》
11. ↑  《魏书·太宗本纪》载：“泰常八年（公元423年）正月丙辰……蠕蠕（柔然）犯塞。二月戊辰，筑长城于长川之南。起自赤城，西至五原，延袤二千余里，备设戍卫。”
12. ↑  《魏书·世祖本纪》载“太平真君七年（公元446年）六月丙戌，发司、幽、定、冀四州十万人，筑畿上塞围，起上谷，西至于河，广袤皆千里。”
13. ↑  《北齐书·文宣纪》，韩嘉谷《津唐地区长城始建年代质疑》一文則認為北齊的長城並未修到山海关。
14. ↑  《北齐书，文宣帝纪》
15. ↑  《北齐书·文宣帝纪》
16. ↑  《资治通鉴·陈纪》
17. ↑  《北齐书·斛律金附于羡传》
18. ↑  《周书·宣帝纪》；《周书·于翼传》记载：“大象初，征拜大司徒，诏翼巡长城，立亭障，西自雁门，东至碣石，创新改旧，咸得其要害云。”
19. ↑  《资治通鉴·梁纪》载：梁大同九年，即东魏武定元年（公元543年），东魏“丞相欢筑长城于肆州北山西自马陵，东至上墱，四十日罢。”
20. ↑  韩嘉谷《津唐地区长城始建年代质疑》
21. ↑  （开皇元年）时发稽胡筑长城，汾州胡千余人，在涂亡叛。帝召冲问计，对曰：“夷狄之性，易为反覆，皆由牧宰不称之所致。臣请以理绥静，可不劳兵而定。”帝然之，命冲绥怀叛者，月余皆至，并赴长城之役……乃与故齐营州刺史高宝宁合兵为寇。隋主患之，敕缘边修保障，峻长城。《资治通鉴·卷第一百七十五》
（开皇五年）隋主使司农少卿崔仲方发丁三万，于朔方，灵武筑长城，东距河，西至绥州，绵历七百里，以遏胡寇……（开皇六年）复令崔仲方发丁十五万。于朔方以东，缘边险要，筑数十城……（开皇七年）发丁男十万余人修长城，二旬而罢。《资治通鉴·卷第一百七十六》
（大业三年）发丁男百余万筑长城，西距榆林，东至紫河，一旬而罢，死者十五六……（大业四年）秋七月辛巳，发丁男二十余万筑长城，自榆谷而东。《隋书·本纪第三》
22. ↑  丰州司马唐休璟上言，以为：「丰州阻河为固，居贼冲要，自秦、汉已来，列为郡县，土宜耕牧。隋季丧乱，迁百姓于宁、庆二州，致胡虏深侵，以灵、夏为边境。《资治通鉴·卷第二百三》
23. ↑  《资治通鉴》开皇二年（582年）“五月已未”，“高宝宁引突厥寇隋平州”，“突厥悉发五可汗控弦之士四十万入长城”。《隋书·高祖纪》载开皇三年二月“突厥寇边”。
24. ↑  《隋书，崔仲方传》
25. ↑  郑严. .   [2020-05-14]. （原始内容存档于2021-05-10）.
26. ↑  . 中国知网.   [2020-05-14]. （原始内容存档于2020-05-19）.
27. ↑  .   [2014-01-22]. （原始内容存档于2013-04-14）.
28. ↑  大境门长城文化旅游区建设项目 的存檔，存档日期2011-08-21.
29. ↑  . 2023-03-01  [2023-07-19]. （原始内容存档于2023-07-19）.
30. ↑  .   [2016-02-20]. （原始内容存档于2016-03-02）.
31. ↑  弘斌. .   [2016-02-20]. （原始内容存档于2016-03-02）.
32. ↑  《淮南子·论训》说，秦筑长城，“丁壮丈夫，西至临洮、狄道，北至飞狐、阳原、道路死者以测量。”
33. ↑  鲍昌. .   [2016-02-20]. （原始内容存档于2016-03-02）.
34. ↑  戴昌达、姜小光、习晓环，进一步剖析“从太空看长城”的争论，科学导报2007,25(4):72-76
35. ↑  . The Atlantic. 2010-07-05  [2017-07-11]. （原始内容存档于2010-09-06）.
36. ↑  齐柳明. . 光明日报 (光明网). 2004-04-30  [2013-06-29]. （原始内容存档于2021-03-12） （中文（简体））. 不过，当中国首位宇航员杨利伟返回地球后，有记者求证是否看到长城，杨利伟根据自己的亲身经历，实事求是地说没有看到。
37. 1 2 3 4 5 6  . 新浪. 2012-02-27. （原始内容存档于2021-02-10）.
38. 1 2 3 4 5  国家文物局关于长城的答复，人民日报1979年6月27日，第4版
39. ↑  李宪章，不要毁坏长城，人民日报1979年6月27日，第4版